# FMGシリーズ
FMGシリーズは、UNIX System VベースのSX/G上で動作するワークステーション。前身はFACOM K-10シリーズ。PRIMERGY 6000や、UNIX System Vベースのサーバ GRANPOWER 7000D（2004年にSolarisベースのサーバ PRIMEPOWERへ変遷）のコンソールとしても用いられる。このことからしばしば「Kシリーズ端末」と呼ばれることもある。機種名の先頭に"FMG" とつくのが特徴だが、前世代の FACOM K-150/K-1500もまとめてFMGシリーズと呼ばれることもある。
スタンドアロンでもワープロソフトのEPO-OASYS/Gや表計算ソフトのEPOCALC-Gなどの「EPOC-Gファミリ」と呼ばれるソフトウェアが活用できる。
1996年11月には、デスクトップモデル/ノートブックモデルを一新させ、FMG-500 IIシリーズ(デスクトップモデル3機種、ノートブックモデル1機種)を販売開始した。FMGシリーズをサーバに、FMVシリーズをクライアントとして利用可能な連携ソフトウェア「SX/G Window」や、メインフレームのFUJITSU GSシリーズとのゲートウェイ機能も提供された。
また、Windows上でFMGシリーズの動作のエミュレーションを行えるKシリーズ端末エミュレータもリリースされている。